# Sentraal-Karoo DBG
Sentraal-Karoo DBG is een districtsbestuursgebied in het Zuid-Afrikaanse district Sentraal-Karoo.
Sentraal-Karoo ligt in de provincie West-Kaap en telt 6185 inwoners.